# Cercedilla
Cercedilla es un municipio y localidad española del noroeste de la Comunidad de Madrid. El término municipal, ubicado en la sierra de Guadarrama, cuenta con una población de 7647 habitantes (INE 2024).

## Geografía
Municipios inmediatamente vecinos son, en la Comunidad de Madrid, Los Molinos y Navacerrada, y, en la provincia de Segovia, El Espinar y Real Sitio de San Ildefonso. Esta localidad está además situada en el Camino de Santiago de Madrid. La localidad se ubica a una distancia de 57 kilómetros de Madrid.

Cercedilla está rodeada por varios montes de la sierra de Guadarrama, como Siete Picos, la Bola del Mundo, La Peñota y Peña del Águila.

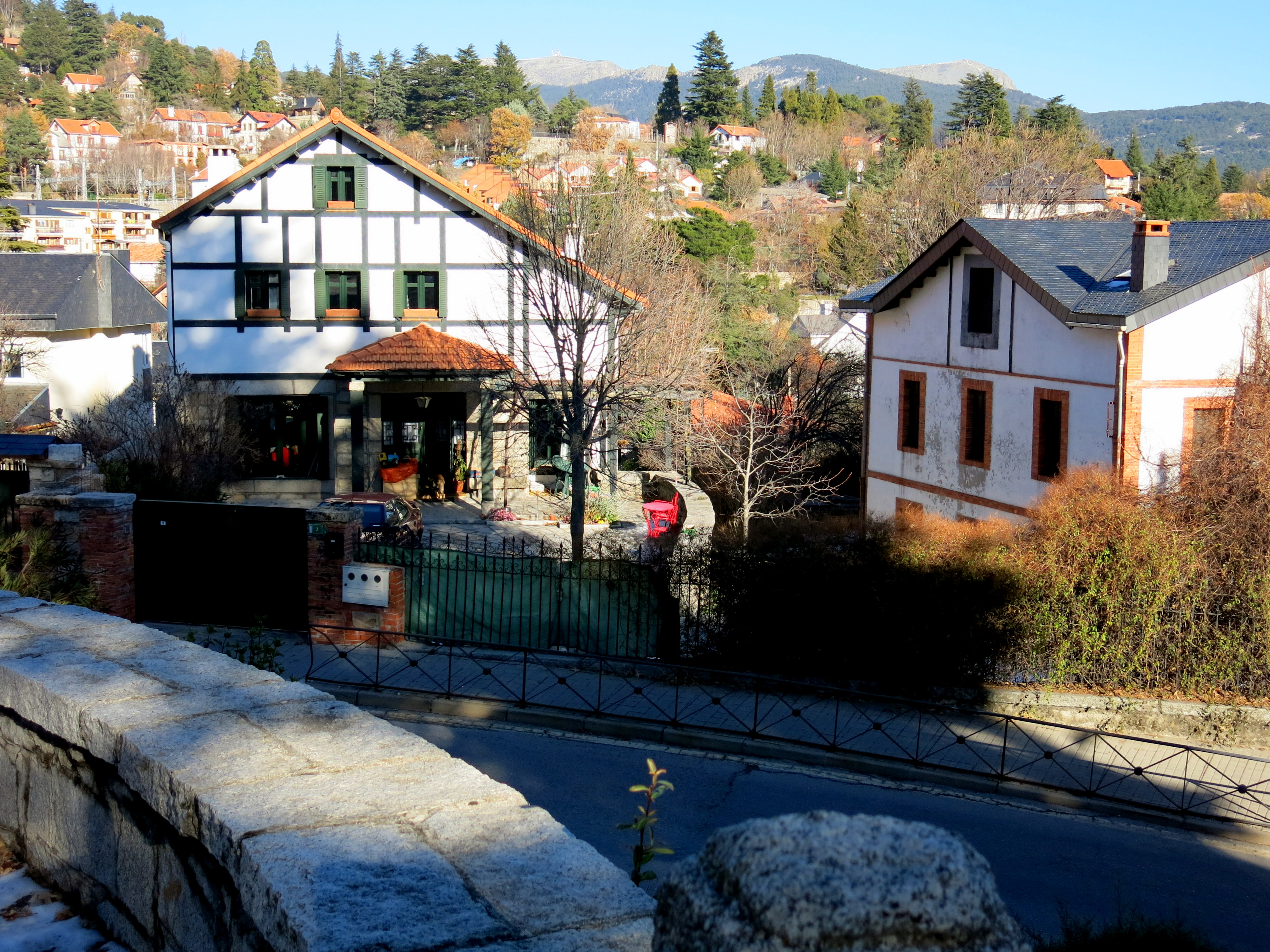
Arquitectura de la sierra de Guadarrama en Cercedilla

Otro lugar de interés es el puerto de Navacerrada, con estación de esquí, situado a ocho km de Cercedilla. Existe un ferrocarril de vía estrecha que, recorriendo la cara sur de los Siete Picos, une Cercedilla con el puerto de Navacerrada y tras pasar, a través de un túnel, a la cara segoviana de la sierra, llega hasta el puerto de Cotos. A este tren se le conoce con el nombre de Ferrocarril Eléctrico del Guadarrama o Ferrocarril de Cotos, y constituye la línea C-9 de Cercanías Madrid, que se diferencia de las otras de la red por su carácter turístico.
En el término municipal de Cercedilla se encuentran las siguientes estaciones y apeaderos: Cercedilla (donde conecta la línea C-8b con la C-9), Cercedilla Pueblo, Las Heras (que serán demolidos), Camorritos, Siete Picos (que serán restaurados y puestos en funcionamiento) y Puerto de Navacerrada.

### Clima
El clima de Cercedilla es mediterráneo continentalizado de montaña, y generalmente húmedo y templado. En invierno se da en Cercedilla la mayor pluviosidad y en verano la mínima. La clasificación del clima de Köppen es Csb. La temperatura media anual es 10.4 °C.
Se trata de uno de los municipios más lluviosos de la Comunidad de Madrid. Debido a su situación, en los episodios de borrascas atlánticas con orientación sursudoeste recibe mucha precipitación debido al factor orográfico. Las heladas se producen con facilidad de noviembre a marzo y, en los meses más cálidos, rara vez se superan los 30 °C.

## Historia
Cercedilla fue creada como lugar de paso y hospedaje en la antigua calzada romana que unía Titulcia con Segovia, en la denominada Vía Antonina. En la actualidad aún se conservan restos de esa calzada romana, que discurre por el valle de la Fuenfría, así como cuatro puentes del recorrido de esa calzada en buen estado de conservación. Se puede ver con más detalle el denominado Puente del Descalzo, situado en la zona de las Dehesas de Cercedilla, el Puente del Reajo, el Puente de la Venta y el Puente de Enmedio. Tras la caída del Imperio Romano y la entrada de los pueblos bárbaros, Cercedilla mantuvo una situación estable. Fue reconquistada por el Señorío de Santillana. Contaba ya en 1550 con una parroquia estable.
Carlos V pasó por sus bosques a practicar la caza durante los años 1525, 1534, 1542 y 1549. En época de Felipe II, en la construcción de El Escorial, aparece en documentos que certifican la importancia de su industria maderera:

"Los de Çerezedilla se han conçertado de traer de Valsabin mill

y trezientas vigas a siete Reales cada una, con otra condiçion

que las han de tener baxadas del puerto para todos los santos y

traydas al monasterio para la navidad"

Constan descripciones de viajeros que pasando por su puerto decidieron plasmarlo en papel, como Willem Weydts, de Brujas, y Jean de L'Hermite, de Flandes. El escritor Francisco de Quevedo hace pasar a su personaje una noche en Cercedilla:

"Capítulo III:Libro Segundo: De lo que hizo en Madrid, y lo que le sucedió hasta llegar a Cercedilla, donde durmió: [...]En estas cosas divertidos, llegamos a Cercedilla. Entramos en la posada todos tres juntos, ya anochecido; mandamos aderezar la cena..."
Quevedo, Historia de la vida del Buscón llamado Don Pablos

Entre los siglos XVII y XIX fue lugar de tráfico de viajeros que seguían el Camino Real entre las dos Castillas, que pasaba por el puerto de La Fuenfría. Durante este tiempo la economía se basó en la ganadería y sus bosques, de donde se extraía leña. Poseía tres molinos de agua, un horno de cocer pan y un hospital para necesitados. El siglo XVIII viene marcado por la construcción del nuevo puerto del Guadarrama, hoy conocido por el nombre de puerto de Navacerrada, que quitará gran parte del tráfico que hasta entonces seguía transitando por la antigua calzada o por caminos alternativos que también atravesaban la Fuenfría.
Hacia mediados del siglo XIX, la villa tenía contabilizada una población de 760 habitantes y un total de 170 casas. Aparece descrita en el sexto volumen del Diccionario geográfico-estadístico-histórico de España y sus posesiones de Ultramar de Pascual Madoz de la siguiente manera:

CERCEDILLA: v. con ayunt. de la prov., aud. terr. y c. g. de Madrid (8 leg.), part. jud. de Colmenar Viejo (4), dióc. de Toledo (18): sit. entre los puertos de Guadarrama y Navacerrada al poe del gran monte titulado Siete Picos y en medio de la concha que forma este cerro; la combate en general el viento N. y su clima es bastante frio y sano: tiene 170 casas inclusa la de ayunt.; cárcel, escuela de instruccion primaria comun á ambos sexos á la que concurren 80 discípulos, que se hallan bajo la direccion de un maestro dotado con 2,200 rs.; 4 fuentes de buen agua, un pósito y una igl. parr. (San Sebastian) servida por un párroco (cura de primer ascenso y provision ordinaria), 2 capellanes y un teniente; destinado este último para el servicio de Navacerrada su anejo; en las afueras se hallan 3 ermitas (Ntra. Sra. del Carmen, Sta. Maria y la Soledad), sostenida por los fieles, y el cementerio en parage que no ofende la salud pública; hay una alameda bastante frondosa; confina el térm. con el de los Molinos, Collado mediano y Navacerrada, brotan en el muchas fuentes y comprende 4,455 fan. de tierra y el ventorrillo que se halla camino de la granja antes de llegar á la cumbre del puerto. El terreno es muy quebrado y arcilloso, cultivándose 132 fan., 25 de segunda clase y 107 de tercera, las 4,323 restantes que comprende el térm. son prados para yerbas, pinares y montañas ásperas, frias y llenas de nieve; la mejor tierra se destina para trigo y algo de cebada y la restante á centeno; de las tierras incultas, no se puede cultivar ninguna parte de ella por su calidad fria y pedregosa: caminos los que dirigen á los pueblos limítrofes, el correo se recibe de Guadarrama por un conductor particular, los domingos, miércoles y viernes y salen en los mismos dias. prod.: trigo, centeno, garbanzos, patatas, heno, carbon y maderas, su mayor cosecha heno, mantiene ganado lanar, cabrio y vacuno; cria caza de perdices, conejos, corzos, venados y jabalies: ind. y comercio, la agrícola, 3 molinos harineros y conduccion de madera para la cap. pobl.: 185 vec., 760 alm. cap. prod.: 640,497. rs. imp.: 31,487. contr.: segun el cálculo general y oficial de la prov. 9'65 p. 0/0
(Madoz, 1847, pp. 320-321)

Contaba con una escuela y un párroco, que también atendía a Navacerrada. Por aquel entonces los bosques, más densos y amplios que hoy, albergaban gran número de venados y jabalíes, y no eran raros el lobo ni las águilas. Algo de trigo y sobre todo centeno y cebada eran los cultivos más comunes, y se empezaban a extender en algunos rincones pequeñas huertas, muy poco rentables por la crudeza del invierno. En 1925, el rey Alfonso XIII concedió a su ayuntamiento el trato de "Excelentísimo".
Sin embargo, el acontecimiento quizá más importante para Cercedilla va a ser la llegada a sus montes de un grupo de selectos excursionistas que la promocionarán no solo en Madrid, sino también en otras partes de España: los miembros de la Institución Libre de Enseñanza. Los discípulos de Francisco Giner de los Ríos van a recorrer una y otra vez las cumbres del Guadarrama, abriendo caminos y convirtiéndola en una magnífica zona de esparcimiento y reposo dentro de la naturaleza. A este respecto, la línea férrea Madrid-Segovia, con parada en Cercedilla, posibilitará el acceso desde la gran ciudad.
A finales del siglo XIX surge en Cercedilla la primera colonia de casas de esparcimiento que en aquella época se denominaban "hoteles": la "colonia de la estación" a la que daba nombre precisamente su cercanía a la estación de tren que fue uno de los principales impulsores de su desarrollo como destino vacacional.

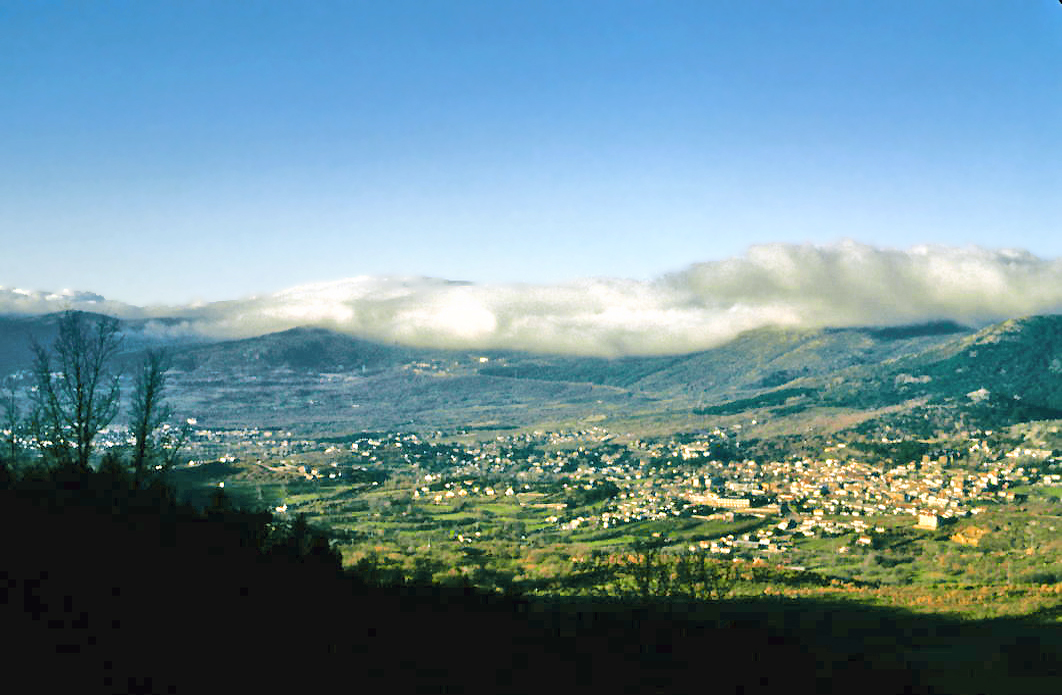
Vista de Cercedilla a mediados de la década de 1980

El siglo XX transforma al pueblo casi en su totalidad. La inauguración de la línea ferroviaria al puerto de Navacerrada (que sería posteriormente ampliada hasta Cotos) y el desarrollo de los deportes de invierno volvió a Cercedilla un importante destino dentro de la Comunidad de Madrid para quienes querían esquiar o pasar el día en la montaña. 
El crecimiento económico en general que posibilitó a las clases medias poder gozar de una segunda residencia en la sierra se vio reflejado principalmente con la construcción de Peñablanca, Vistahermosa y Valle de la Fuenfría, urbanizaciones de los años 70 y 80 destinadas al uso vacacional, que cuentan con piscina y pistas deportivas, aunque con el tiempo se han convertido en residencia habitual de mucha gente. 
Esta transformación de las actividades económicas de los habitantes produce un aluvión de veraneantes que se suman a los tradicionales, algunos de ellos tan ilustres como Santiago Ramón y Cajal, Vicente Aleixandre, Luis Rosales, Gloria Fuertes, María Jesús Miranda López, Vicente Parra Collado o Joaquín Sorolla, que vivió sus últimos años en Cercedilla.
No obstante, esta transformación no debe hacernos perder de vista algunos de los acontecimientos más significativos del siglo, como, por ejemplo, el desarrollo de la Guerra Civil en el término municipal, de la que hoy en día todavía quedan vestigios por ser frente durante los tres años de la contienda (la línea de trincheras es reconocible en las cumbres de Peña Bercial, y hasta hace muy poco se identificaban puestos de ametralladoras a lo largo del tendido ferroviario en la falda de la Peñota).
A partir de los años 80, se produjeron muchos cambios urbanísticos y culturales. Se construyeron el colegio Vía Romana en 1982 y el instituto de F.P. (posteriormente de ESO y bachillerato) La Dehesilla en 1985. Durante la primera mitad de los años 90 se construyeron varios bloques de pisos en el entorno del centro del pueblo, y en la zona de Los Arroyuelos, algunas urbanizaciones de chalets, como Prado Alto o Tres Picos, y bastantes chalets individuales. En 1996 empezó a funcionar la escuela municipal de música y danza en el edificio que fue la casa de Joaquín Sorolla, y en 1998 se inauguró el centro cultural Luis Rosales en la casa donde vivió el poeta. También se convirtió en centro cultural/polifuncional el antiguo lavadero municipal, rehabilitado en 2005.
En los años 2000, la creciente burbuja inmobiliaria y la demanda de vivienda asequible y relativamente cercana a Madrid hizo que se produjese la última gran etapa de urbanización en el centro de Cercedilla, en la que se aprovecharon diversos solares para construir modernas urbanizaciones.

## Administración y política
Lista de alcaldes
| Periodo   | Nombre                           | Partido   |
| --------- | -------------------------------- | --------- |
| 2003-2007 | Eugenio Romero Arribas           | PSOE + IU |
| 2007-2011 | Eugenio Romero Arribas           | PSOE      |

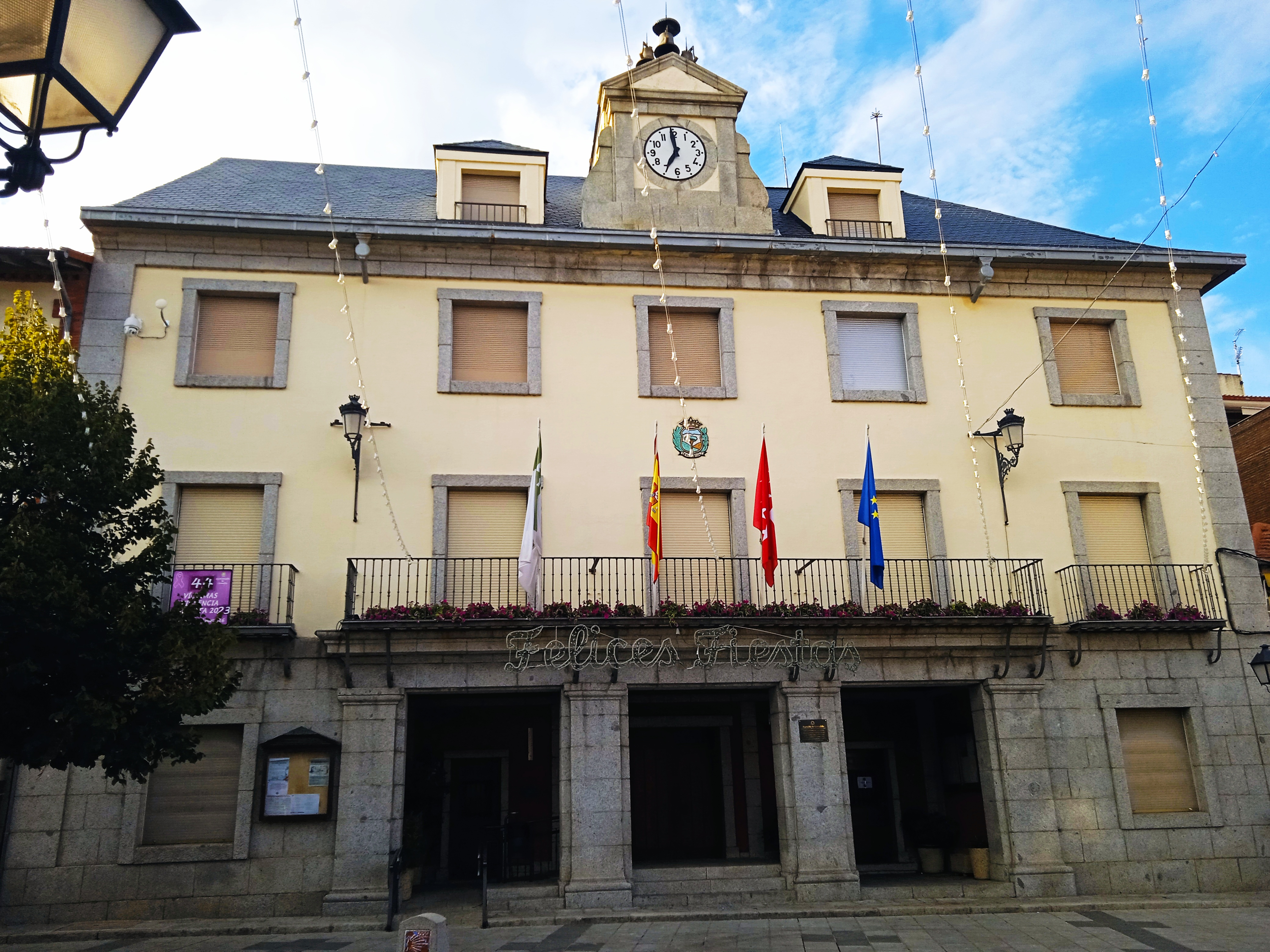
Casa consistorial, sede del Ayuntamiento de Cercedilla

| 2011-2015 | Francisco Javier de Pablo García | PP        |
| 2015-2019 | Luis Miguel Peña                 | IU-LV     |
| 2019-2023 | Luis Miguel Peña                 | JxCer     |
| 2023-act. | David José Martín                | GIC       |

## Transporte público

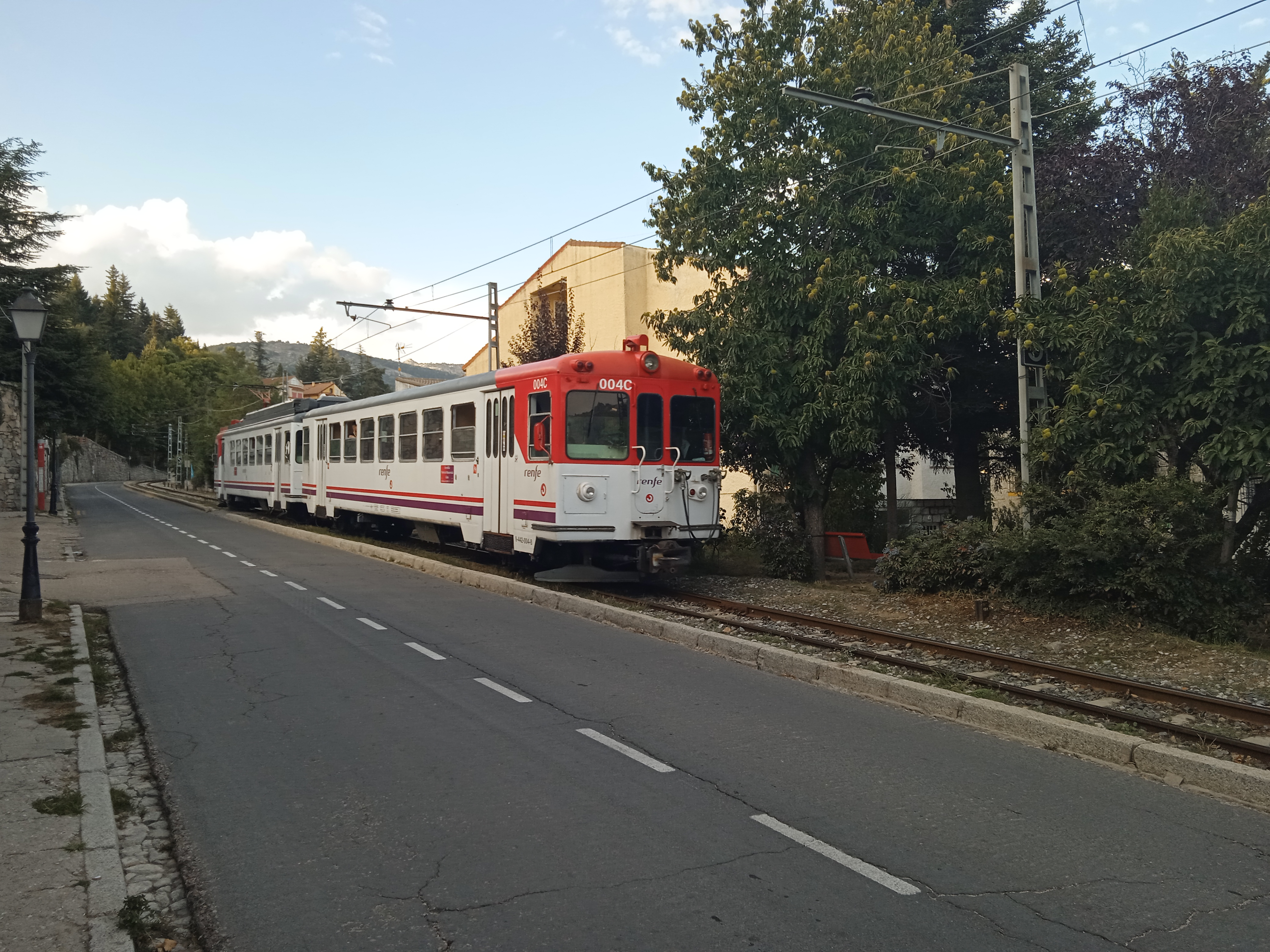
Línea C-9 de Cercanías a su paso por Cercedilla

Cercedilla cuenta con cuatro líneas de autobús, una urbana y tres interurbanas, que comienzan su recorrido en el hospital de Villalba, en el intercambiador de Moncloa y en Los Molinos, respectivamente. Las líneas son las siguientes:

### Urbanas
| Línea | Recorrido                                    | Operador                  |
| ----- | -------------------------------------------- | ------------------------- |
| 1     | Hospital de la Fuenfría - FF.CC. - Instituto | Avanza Movilidad Integral |

### Interurbanas

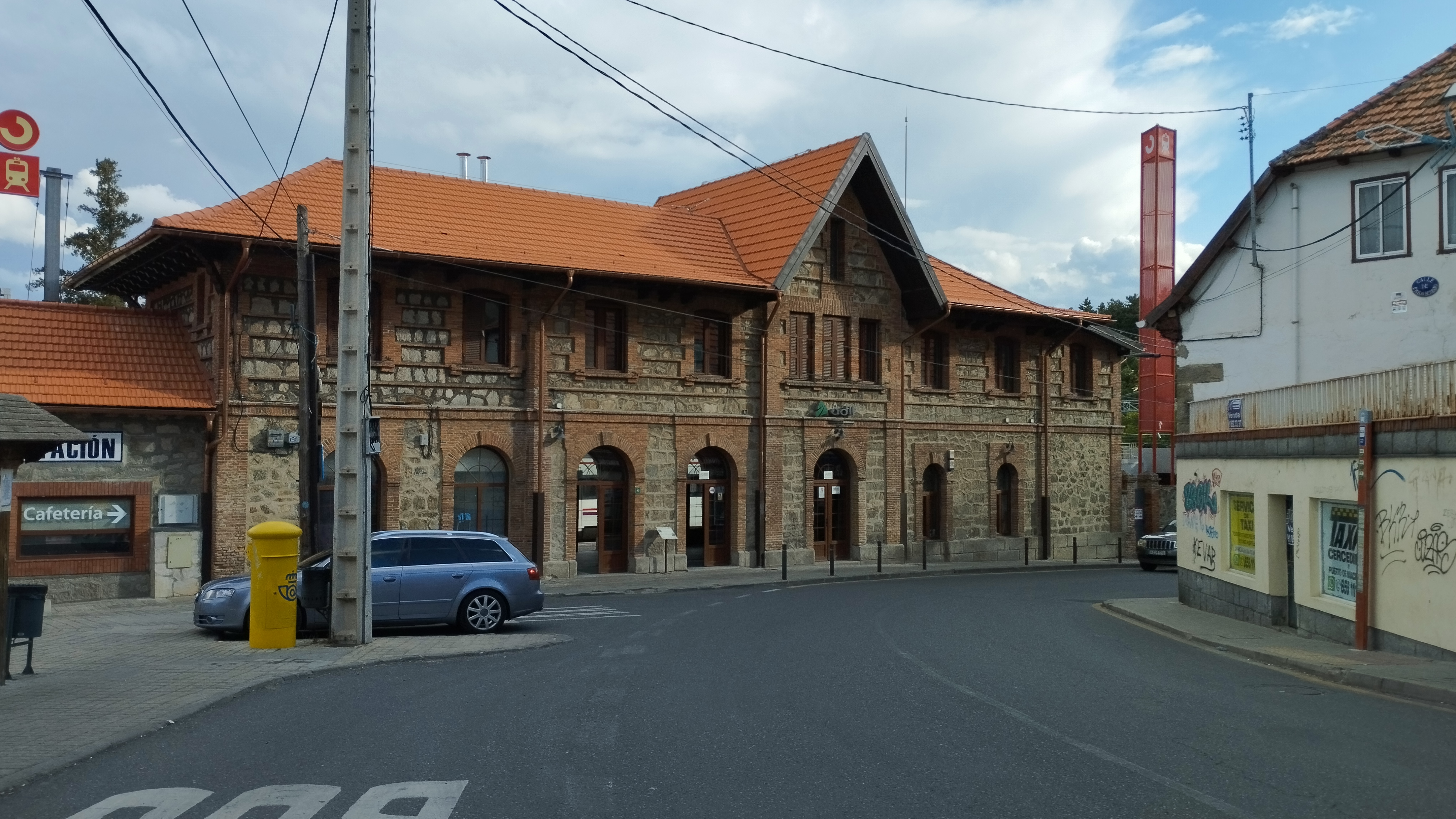
Fachada de la estación de tren de Cercedilla en mayo de 2024

| Línea | Recorrido                                      | Operador                  |
| ----- | ---------------------------------------------- | ------------------------- |
| 680   | Collado Villalba (Hospital) - Cercedilla       | Avanza Movilidad Integral |
| 684   | Madrid (Moncloa) – Cercedilla (por Guadarrama) | Avanza Movilidad Integral |
| 692   | Los Molinos - Cercedilla - Valdesquí           | Avanza Movilidad Integral |

### Ferrocarril
Cuenta con dos líneas de tren, la línea Villalba-Segovia y la línea Cercedilla-Cotos. La primera es utilizada tanto por los servicios de la línea C-8 de Cercanías Madrid, que une Cercedilla con Guadalajara, como por los de la línea 53 de Media Distancia, que une Cercedilla con Segovia. La segunda es utilizada por los servicios de la línea C-9 de Cercanías Madrid, que tiene un carácter más turístico.

## Educación
En Cercedilla hay una escuela infantil pública, un colegio público de educación infantil y primaria, un instituto de educación secundaria y un colegio privado (con y sin concierto).

## Patrimonio

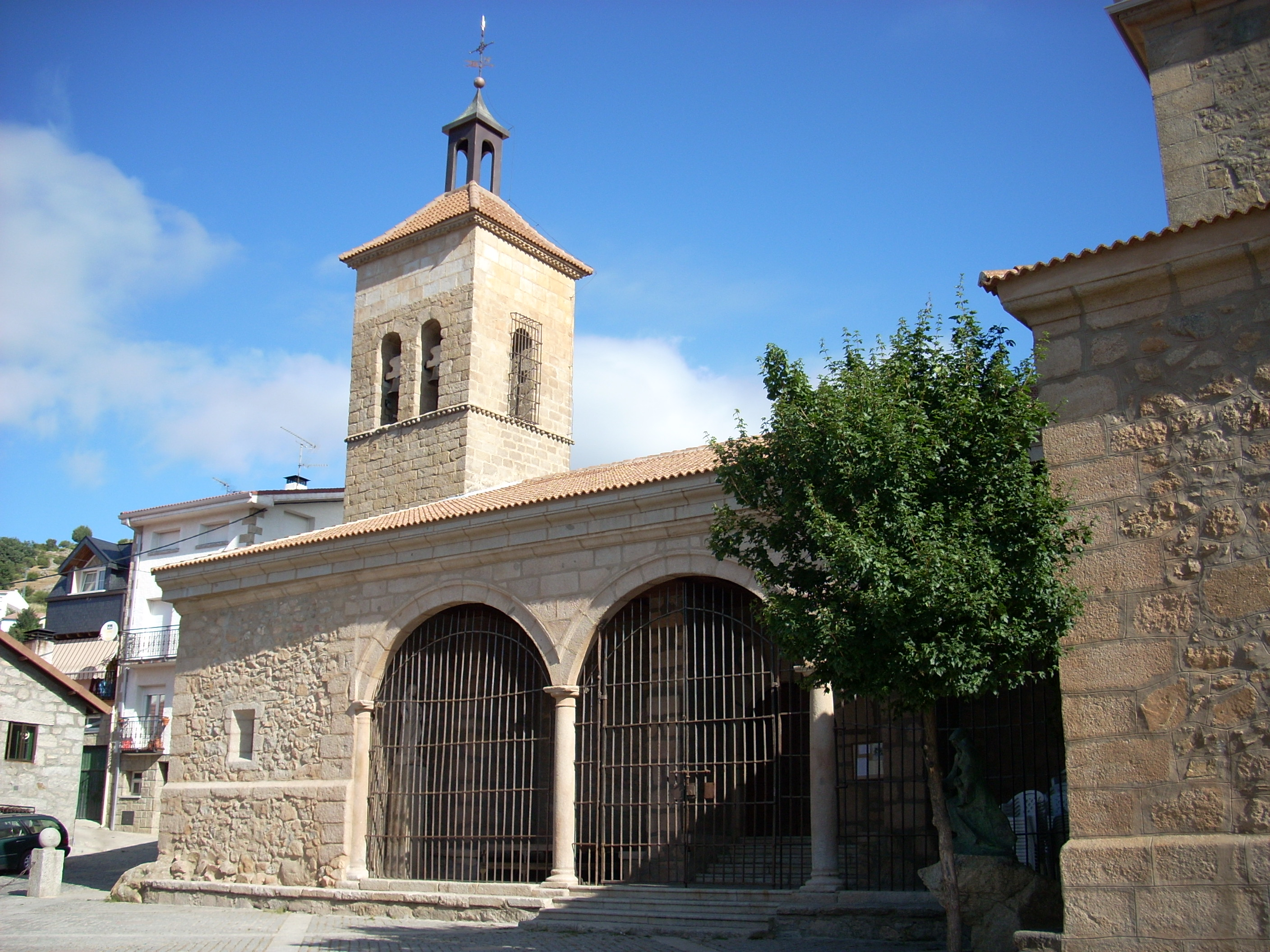
Iglesia de San Sebastián

En la localidad hay una iglesia parroquial bajo la advocación de San Sebastián.
En Cercedilla se encuentra también el Museo del Esquí. Consta de tres plantas: En la planta baja se emplaza la Oficina de Turismo de Cercedilla y se realizan exposiciones temporales de distintas disciplinas artísticas. La primera y la segunda planta están dedicadas en exclusiva al Museo del Esquí: La primera planta está dedicada a la historia de este deporte y su evolución a lo largo de la historia (material, accesorios, técnicas, estaciones de esquí...etc). La segunda alberga un homenaje a Paco Fernández Ochoa: soportes y vitrinas llenos de objetos donados por la familia, además de fotografías y audiovisuales sobre los logros del esquiador.

## Turismo

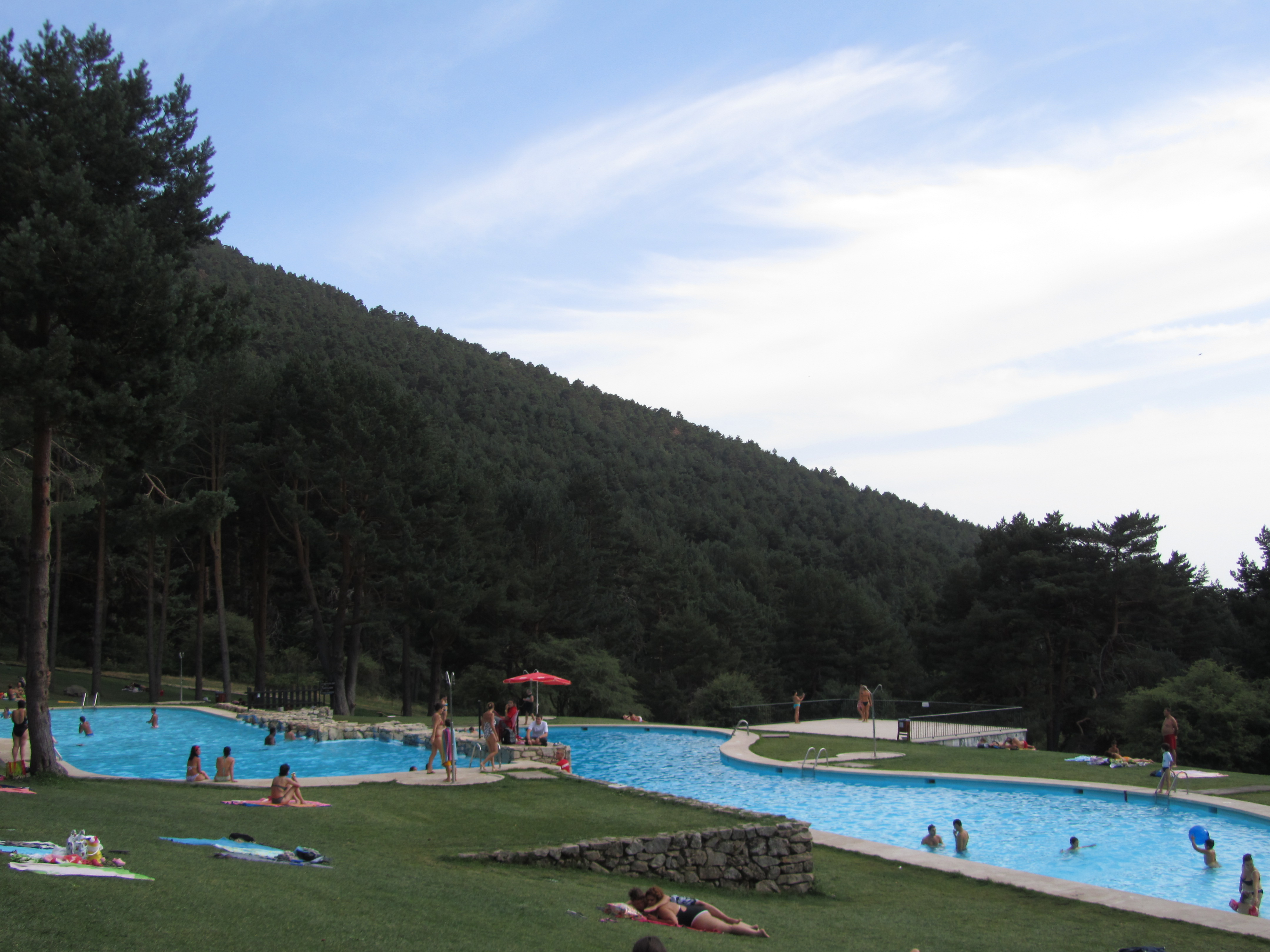
Piscinas naturales de Cercedilla

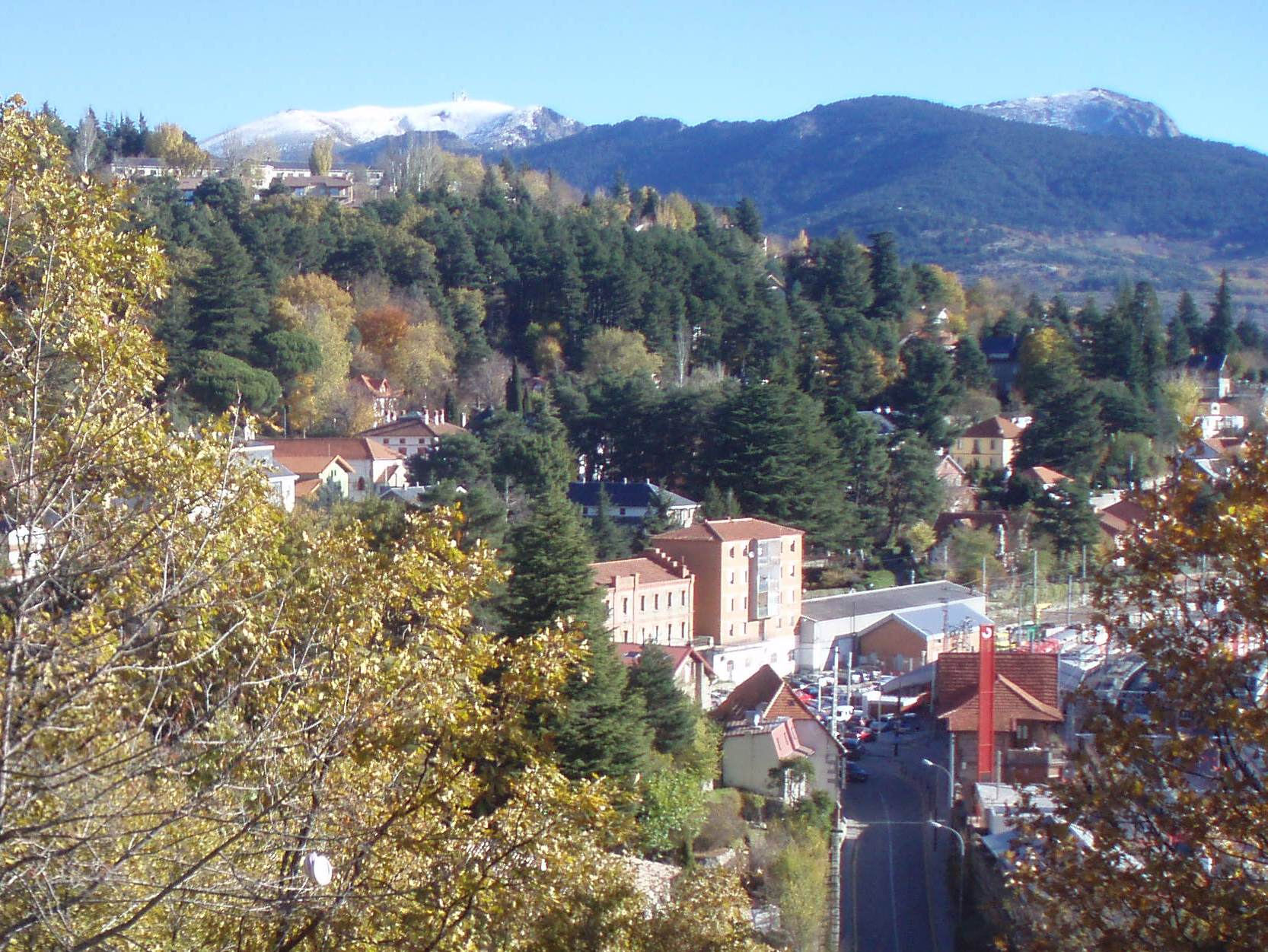
Zona residencial de Cercedilla. En primer término está la estación principal de tren y al fondo las montañas de la Bola del Mundo y La Maliciosa

La actividad turística en Cercedilla comenzó a desarrollarse tímidamente a finales del siglo XIX, con la creación de algunas urbanizaciones orientadas al turismo rural y el retiro veraniego, pero fue a mediados del siglo XX cuando se transformó al pueblo casi en su totalidad debido a la inauguración del tranvía al puerto de Navacerrada, más tarde hasta Cotos, el desarrollo de los deportes de invierno y el crecimiento económico en general que posibilitó a las clases medias el gozar de una segunda residencia en la sierra. Este hecho transformó las actividades económicas de los habitantes, produciendo un aluvión de veraneantes que se sumaban a los tradicionales, algunos de ellos tan ilustres como Santiago Ramón y Cajal, Vicente Aleixandre, Luis Rosales, Gloria Fuertes, María Jesús Miranda López, Vicente Parra Collado o Joaquín Sorolla, que vivió sus últimos años en Cercedilla.
Como testigo de ese pasado de veraneo de personalidades de renombre se encuentra un famoso pino silvestre, el Pino de la Cadena, con una ruta muy visitada por senderistas hoy día. Es quizá el monumento más sencillo en la sierra del Guadarrama. Se trata de un ejemplar de pino centenario al que, para honrar la memoria de su padre recién fallecido, Nicolás Urgoiti salvó de la tala en 1924 al rodearlo de una cadena en su homenaje, con la inscripción: “A su querida memoria: 1840-1924”.